# 351 Yrsa
351 Yrsa è un asteroide della fascia principale del diametro medio di circa 39,59 km. Scoperto nel 1892, presenta un'orbita caratterizzata da un semiasse maggiore pari a 2,7644099 UA e da un'eccentricità di 0,1564715, inclinata di 9,19388° rispetto all'eclittica.
L'origine del suo nome è sconosciuta.